# 旁白
旁白（香港簡稱VO），或稱旁述，可以指旁白人所說的內容，也可以指旁白其本人。屬於電影、電視、錄影的後期製作，通常由配音員或其中演員在影片中配上解說，與人物對白及劇情配樂不同，但大家都是為該影片增值。旁白一般不需要出鏡，即使某位演員為戲中角色講解，其講解的環境與片段中的環境也是不同的。
近年，某些媒體雅稱旁白為「聲音導航」。

## 演變歷史
在早期無聲電影，旁白很重要，字幕也未必能讓觀眾理解影片影像的意思，所以當時有戲院職員現場解說，俗稱「解話佬」（又稱「宣講員」），到有聲電影、電視、紀錄片出現時，演變成現時的「旁白」。